# Cryptalaus sabinae
Cryptalaus sabinae là một loài bọ cánh cứng trong họ Elateridae. Loài này được Bouwer miêu tả khoa học năm 1993.